# یوشیدا کنکو
یوشیدا کنکو (انگلیسی: Yoshida Kenkō؛ زاده ۱۲۸۳ درگذشته ۱۳۵۰) یک نویسنده اهل ژاپن بود.